# Anderson Silva (Fußballspieler, 1982)
Anderson Silva de França (* 28. August 1982 in São Paulo) ist ein brasilianischer Fußballspieler.
Anderson begann seine Karriere in der Nachwuchsmannschaft von Nacional Montevideo. Von dort wurde er an die Montevideo Wanderers ausgeliehen. Weitere Karrierestationen waren der spanische Erstligist Racing Santander, der FC Everton in der englischen Premier League und der FC Málaga.
Ende Dezember 2010 wurde sein erneuter Wechsel zum uruguayischen Erstligisten Nacional Montevideo vermeldet, wo er einen Vertrag bis 2012 unterschrieb. Bei den „Bolsos“ wurde er insgesamt achtmal (kein Tor) in der Primera División und einmal in der Copa Libertadores eingesetzt. Von dort wechselte er im Dezember 2012 nach Brasilien zu EC Pelotas.
Zur Apertura 2014 schloss er sich dem uruguayischen Erstligisten Club Atlético Rentistas an. Dort bestritt er in der Saison 2014/15 19 Partien (kein Tor) der Primera División und zwei Spiele (kein Tor) der Copa Sudamericana 2014. Nachdem er in der Apertura 2015 zu keinen weiteren Pflichtspieleinsätzen für Rentistas gekommen war, schloss er sich Mitte Januar 2016 dem uruguayischen Zweitligisten Villa Española an. In der Clausura 2016 trug er dort mit einem Treffer bei acht Saisoneinsätzen zum Aufstieg bei. In der Saison 2016 wurde er in neun Erstligaspielen (kein Tor) eingesetzt. Im Januar 2017 wechselte er nach dem Abstieg seines bisherigen Arbeitgebers zum Erstligaaufsteiger El Tanque Sisley, für den er in der laufenden Saison 2017 bislang (Stand: 12. Februar 2017) ein Ligaspiel (kein Tor) absolvierte.